# Xenija Čumičeva
Xenija Čumičeva (rusky Ксения Чумичева) (* 5. srpna 1987, Magnitogorsk) je švýcarská topmodelka, I. vicemiss Miss Switzerland 2006, herečka a příležitostná dýdžejka a moderátorka.

## Život
Xenija Čumičeva pochází z ruského Magnitogorsku. V dětství se ale přistěhovala s rodiči do Švýcarska. Ovládá plynule ruský, německý, francouzský, italský a anglický jazyk. V letech 2007–2010 studovala na Università della Svizzera Italiana ve švýcarském Luganu bakalářský obor Ekonomické vědy.

### Kariéra
V roce 2006 se zúčastnila soutěže krásy Miss Švýcarska, kde se umístila na 2. místě a získala také tituly Miss Photogenic a Nejkrásnější tělo. Tato úspěšná účast v této soutěži jí odstartovala kariéru modelky.
Objevila se i ve francouzském filmu Les Enfants de la Hônte režiséra Alaina Margota, v reklamách a videoklipech. V současnosti moderuje svůj vlastní pořad L'Italia Che Funziona.
Zviditelnila se také jako milenka pilota Formule 1 Fernanda Alonsa.